# Pinson de Daphne Mayor
Parent A de l'hybridation 
  Geospiza conirostris 
×

Parent B de l'hybridation 
  Geospiza fortis 
Le Pinson de Daphne Mayor est un hybride de Géospize à bec conique (Geospiza conirostris) et de Géospize à bec moyen (Geospiza fortis). L'élevage de deux espèces parentales distinctes a donné naissance à une nouvelle lignée qui n'existe que sur l'île de Daphne Major aux Galápagos. Il fait partie de ce que l'on appelle les pinsons de Darwin. 